# Lawrencia glomerata
Lawrencia glomerata är en malvaväxtart som beskrevs av William Jackson Hooker. Lawrencia glomerata ingår i släktet Lawrencia och familjen malvaväxter. Inga underarter finns listade i Catalogue of Life.